# Homme de Vitruve
L’Homme de Vitruve (en italien : L'Uomo vitruviano ou le proporzioni del corpo umano secondo Vitruvio, les proportions du corps humain selon Vitruve) est un célèbre dessin annoté, réalisé vers 1490 à la plume, encre et lavis sur papier, par le peintre florentin Léonard de Vinci (1452-1519), d'après une étude de l’important traité d'architecture antique De architectura (au sujet de l’architecture) rédigé vers -25 par l'architecte ingénieur romain Vitruve (v-90-v-15), et dédié à l’empereur romain Auguste.
Célèbre représentation des proportions idéales parfaites du corps humain parfaitement inscrit dans un cercle (centre : le nombril) et un carré (centre : les organes génitaux) (symbolique du cercle et du carré), l'Homme de Vitruve est un symbole allégorique emblématique de l’Humanisme, de la Renaissance, du rationalisme, de « L'Homme au centre de tout / Homme au centre de l’Univers », de la mesure et de la représentation du monde.
L'original appartient depuis 1822 aux Galeries de l'Académie de Venise, qui le conservent et en exposent de nombreuses copies.

## Historique
Léonard de Vinci étudie les célèbres théories de Vitruve, du Livre III de son traité de référence De architectura en 10 volumes, issu de la Bibliothèque impériale de Constantinople (chute de Constantinople et Renaissance).  
Il représente un homme en deux positions superposées, avec ses bras et ses jambes écartés, inscrits dans un carré et un cercle (symbolique du cercle et du carré, formes géométriques considérées comme parfaites pendant la Renaissance au XVe siècle). 
L'Homme de Vitruve a fait le lien symbolique entre de nombreuses sciences universelles étudiées par Léonard de Vinci dont : art, anatomie, géométrie, mathématiques, cosmologie, philosophie, métaphysique, mystère (christianisme), Dieu...). 
Vitruve écrit :
« Pour qu’un bâtiment soit beau, il doit posséder une symétrie et des proportions parfaites comme celles qu’on trouve dans la nature ».
Ce dessin appartient à la collection de l'écrivain et peintre Giuseppe Bossi (1777-1815) jusqu’à sa disparition. 
La collection est ensuite achetée aux enchères par Luigi Celotti. 
Le dessin est acquis en 1822 par les Galeries de l'Académie de Venise.

## Traduction en texte de l'œuvre de Léonard de Vinci
Le texte est rédigé par Léonard de Vinci en vieux toscan à l'envers, selon la technique de l'écriture spéculaire. Un miroir permet de le déchiffrer :

« Vitruve dit, dans son ouvrage sur l'architecture : la Nature a distribué les mesures du corps humain comme ceci:
Quatre doigts font une paume, et quatre paumes font un pied, six paumes font un coude : quatre coudes font la hauteur d’un homme. Et quatre coudes font un double pas, et vingt-quatre paumes font un homme ; et il a utilisé ces mesures dans ses constructions.
Si vous ouvrez les jambes de façon à abaisser votre hauteur d’un quatorzième, et si vous étendez vos bras de façon que le bout de vos doigts soit au niveau du sommet de votre tête, vous devez savoir que le centre de vos membres étendus sera au nombril, et que l’espace entre vos jambes sera un triangle équilatéral.
La longueur des bras étendus d’un homme est égale à sa hauteur.
Depuis la racine des cheveux jusqu’au bas du menton, il y a un dixième de la hauteur d’un homme. Depuis le bas du menton jusqu’au sommet de la tête, un huitième. Depuis le haut de la poitrine jusqu’au sommet de la tête, un sixième ; depuis le haut de la poitrine jusqu’à la racine de cheveux, un septième.
Depuis les tétons jusqu’au sommet de la tête, un quart de la hauteur de l’homme. La plus grande largeur des épaules est contenue dans le quart d’un homme. Depuis le coude jusqu’au bout de la main, un quart. Depuis le coude jusqu’à l'aisselle, un huitième.
La main complète est un dixième de l’homme. La naissance du membre viril est au milieu. Le pied est un septième de l’homme. Depuis la plante du pied jusqu’en dessous du genou, un quart de l’homme. Depuis sous le genou jusqu’au début des parties génitales, un quart de l’homme.
La distance du bas du menton au nez, et des racines des cheveux aux sourcils est la même, ainsi que l’oreille : un tiers du visage. »

— Vitruve, dans son ouvrage De l’architecture.

## Autres représentations
- Francesco di Giorgio Martini, maître de Léonard de Vinci, lui a inspiré par ses carnets d'ingénieurs plusieurs idées, dont un homme de Vitruve.
- Vers 1170, la troisième vision d'Hildegarde de Bingen, dans Le livre des œuvres divines, est représentée par un homme, les bras écartés, inscrit dans un cercle.

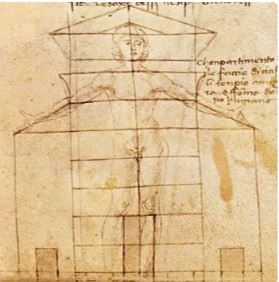
Homme vitruvien de Francesco di Giorgio Martini
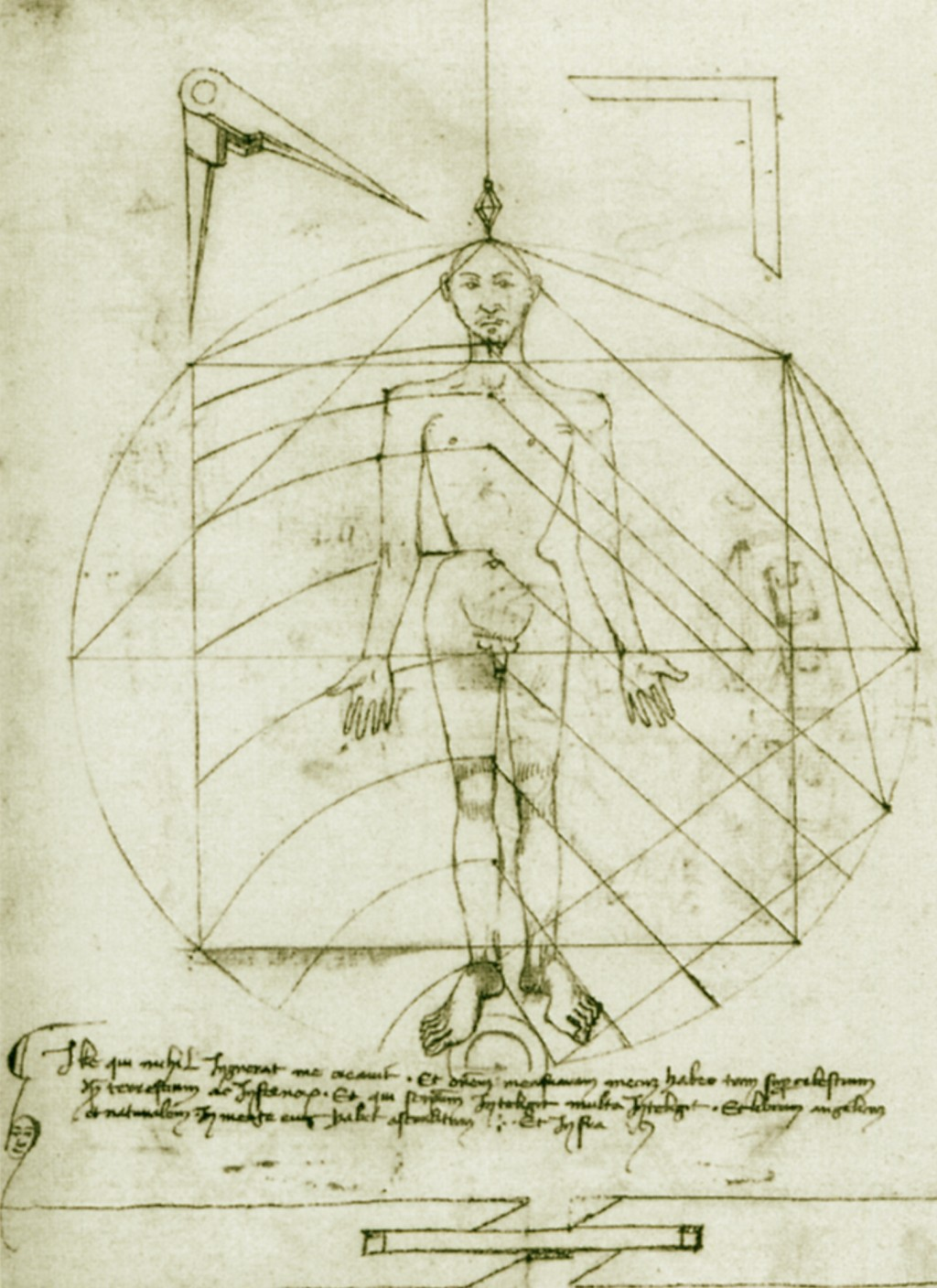
Homme vitruvien du Mariano di Jacopo dit le Taccola
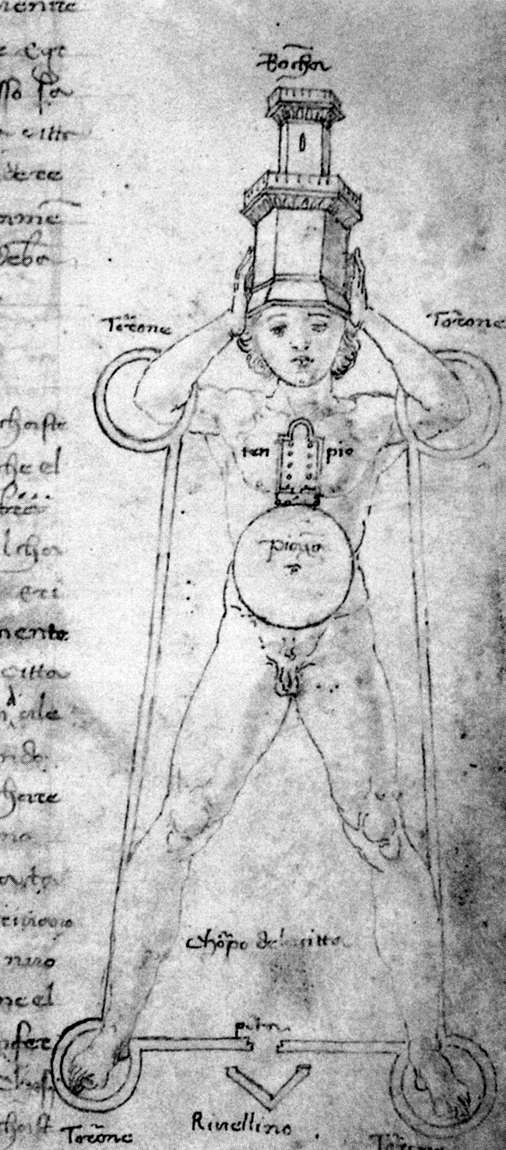
Reflexion graphique autour du rapport entre l’homme et l’architecture de Francesco di Giorgio Martini
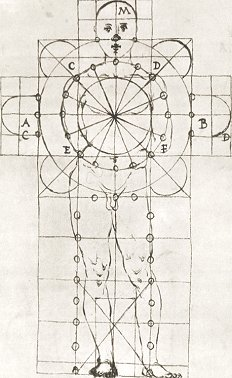
Architecture aux proportions anthropomorphes de Francesco di Giorgio Martini
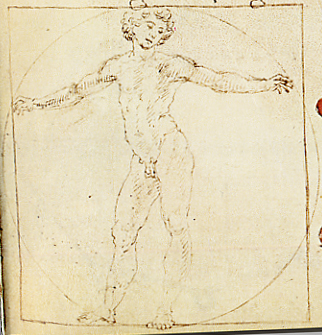
Autre représentation de l'homme vitruvien de Francesco di Giorgio Martini
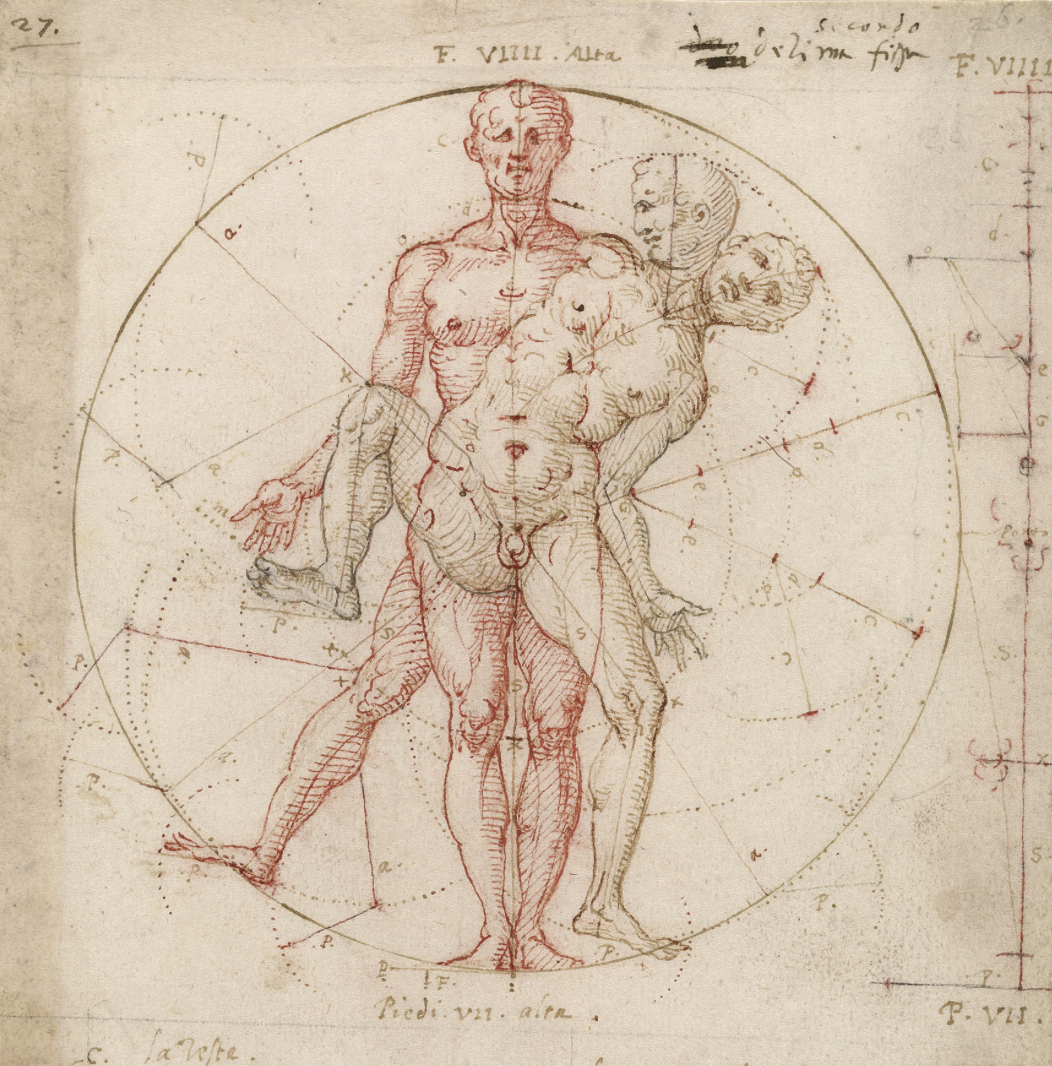
Carlo Urbino Codex Huygens Feuillet 27
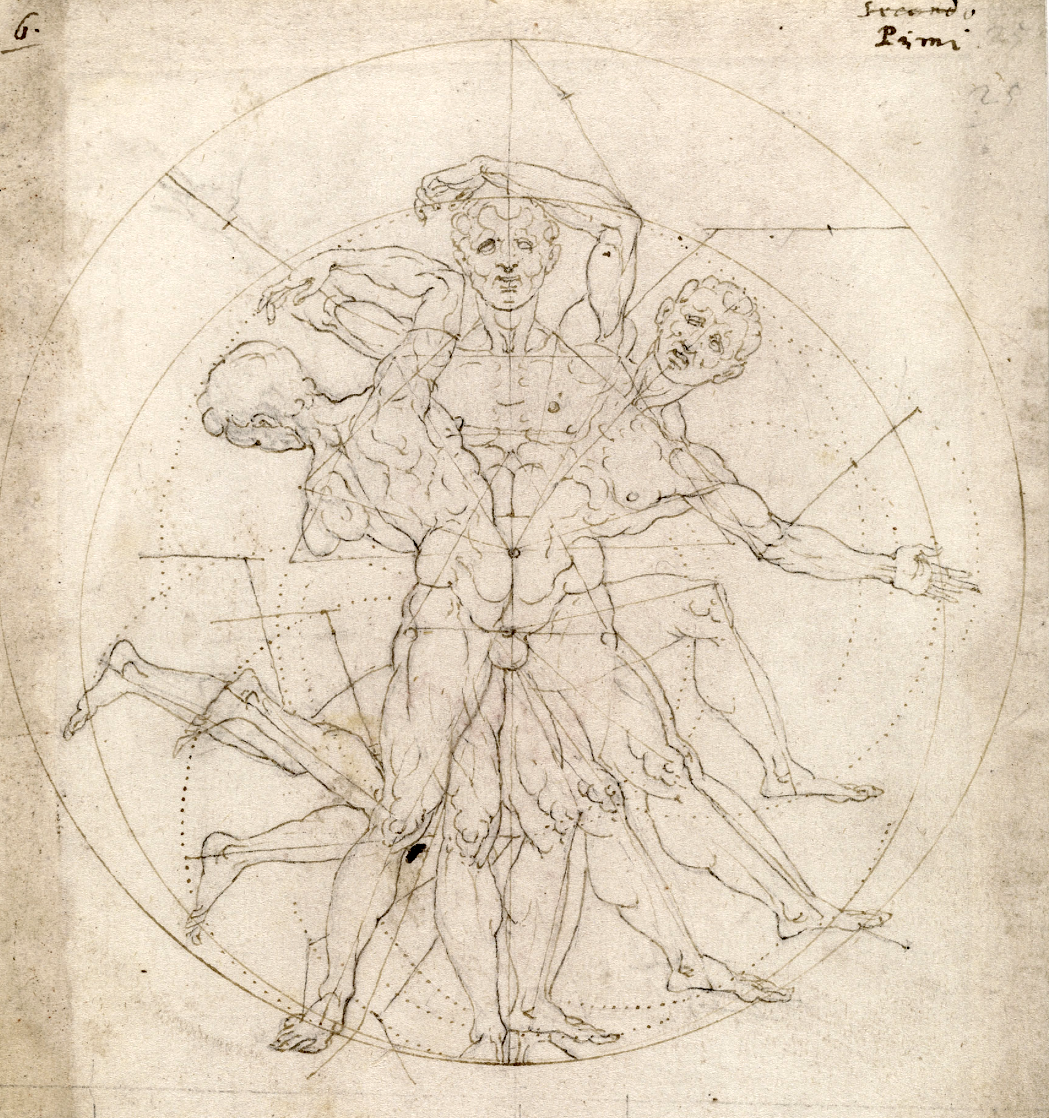
Carlo Urbino Codex Huygens feuillet 28